# Grube Anrep-Zachäus
Die Grube Anrep-Zachäus ist eine ehemalige Buntmetallerz-Grube in Brüngsberg, einem Ortsteil im Stadtbezirk Aegidienberg von Bad Honnef im Rhein-Sieg-Kreis.

## Geschichte
Der Grubenname ist entstanden durch die Konsolidation der Grube Anrep und der Grube Zachäus zur Grube Anrep-Zachäus. Der Zeitpunkt der Zusammenführung der beiden Bergwerke lässt sich bisher nicht feststellen.

### Grube Anrep
In das Jahr 1853 fällt die Mutung für die Grube Anrep an den Obersteiger Friedrich Oltze aus Rheinbreitbach. Es folgte die Verleihung des Bergwerks am 3. Juli 1864. Zunächst wurde vorwiegend Siderit gewonnen. In den Erzgang waren auch Blei- und Zinkerze eingesprengt. Die Eigentümer wechselten mehrfach, bis 1892 die Stolberger Zink AG Eigentümer wurde.

### Grube Zachäus
Die Grube Zachäus wurde 1862 an den Apotheker Louis Vette aus Langenberg auf Blei, Kupfer und Zink verliehen. Zu dieser Zeit wurde auch der erste Schacht abgeteuft. Die Stollen hatten bereits eine Länge von 70 m erreicht. Später wechselten die Eigentümer, bis die Stolberger Zink AG 1892 auch hier Eigentümer wurde.

### Grube Anrep-Zachäus
Die Stolberger Zink AG begann sofort damit, den Tiefbau weiter auszubauen. 1900 wurde auf der Grube Anrep-Zachäus bei der Errichtung eines Förderturms mitten in Brüngsberg die erste in Aegidienberg eingesetzte Dampfmaschine einschließlich Kesselhaus aufgebaut. Der Schacht wurde bis zum Jahre 1906 auf eine Teufe von 100 m weiter ausgebaut. Zu diesem Zeitpunkt war das Fördermaximum (1905: 145 t Zink- und Bleierze) allerdings bereits überschritten. Spätestens im Juni 1908 wurde die Grube wegen der Erschöpfung der Vorkommen stillgelegt.